# Spirbergsrösena

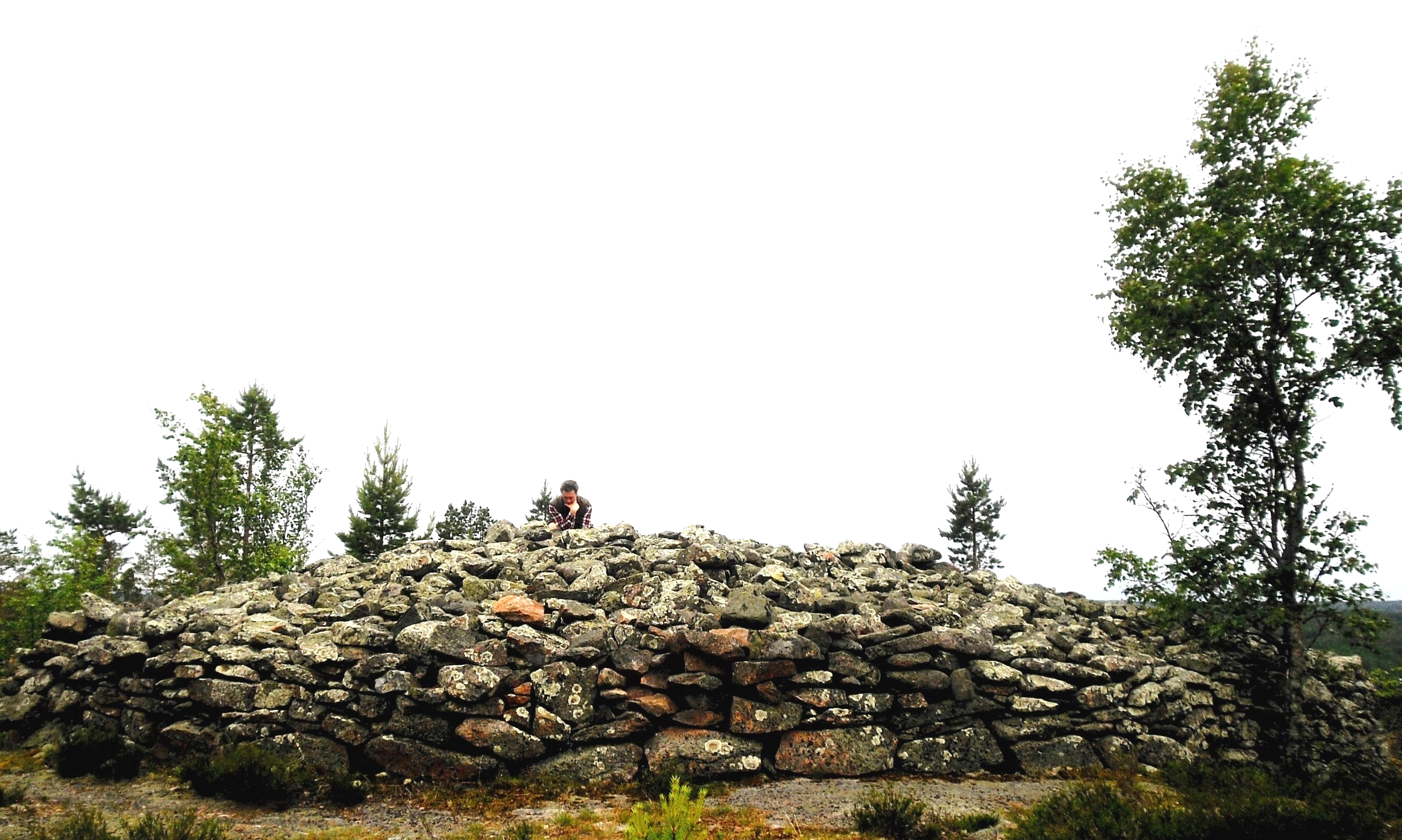
Det större av Spirbergsrösena under inventering av arkeolog Carl L. Thunberg 2013.

Spirbergsrösena är två fornlämningar av typen gravrösen. Fornlämningsplatsen är belägen högst upp på berget Spirberget vid sjön Mosjön i Grundsunda socken, nordost om Örnsköldsvik i Örnsköldsviks kommun vid Höga kusten i Ångermanland. Spirbergsrösena är daterade till bronsåldern, i likhet med de flesta svenska gravrösen.

## Utformning och bakgrund
Spirbergsrösena består av två väl bevarade gravrösen, varav det större har beteckningen Grundsunda 109:1 och det mindre Grundsunda 109:2. Gravrösena är kallmurade. De har i viss utsträckning restaurerats, bland annat på grund av tidigare historiska plundringar. De i Norrland, och inte minst i Ångermanland, stora mängderna gravrösen innebär en kontextuell kontinuitet, som utpekar avsevärda demografiska förhistoriska fakta.